# Club Social Deportivo León de Huánuco
Il Club Social Deportivo León de Huánuco, meglio noto come León de Huánuco, è una società calcistica peruviana con sede nella città di Huánuco. Milita in Copa Perú, la terza serie del campionato peruviano di calcio.

## Storia
Il club è stato fondato il 29 giugno 1946 da componenti del Colegio Nacional Leoncio Prado per la pratica dello sport tra gli studenti e gli insegnanti del summenzionato collegio. Con il passare degli anni il club guadagnò stima, diventando motivo di orgoglio e patrimonio cittadino.
Il club ha disputato, prima della stagione 2010, 21 campionati di massima divisione, raggiungendo come miglior risultato il 4º posto nel 1994. Occupa il 14º posto nella classifica perpetua del massimo campionato nazionale.
Vanta in bacheca 2 Copa Perú, conquistate nel 1980 e 2009; la seconda ha permesso al club di ritornare a giocare nel Campeonato Descentralizado nel 2010, dopo 15 anni di assenza

## Palmarès

### Competizioni nazionali
- Copa Perú: 2

1980, 2009
- Campeonato Departamental de Huanuco: 7

1972, 2000, 2001, 2002, 2003, 2006, 2007
- Campeonato Regional Zona Centro: 1

1991-II
- Campeonato Región V: 1

2001
- Campeonato Región VI: 1

2006

### Altri piazzamenti
- Campionato peruviano:

Secondo posto: 2010
Terzo posto: 1994

## Organico

### Rosa 2010
| N. |                 | Ruolo | Calciatore          |
| -- | --------------- | ----- | ------------------- |
| 1  | Perù (bandiera) | P     | Haruki Kanashiro    |
| 2  | Perù (bandiera) | D     | Juan De La Haza     |
| 3  | Perù (bandiera) | D     | David Ponce de León |
| 4  | Perù (bandiera) | D     | Manuel Abad         |
| 6  | Perù (bandiera) | C     | Ever Chávez         |
| 7  | Perù (bandiera) | A     | Pedro Miranda       |
| 8  | Perù (bandiera) | C     | Robert León         |
| 12 | Perù (bandiera) | P     | Walter Pizarro      |
| 13 | Perù (bandiera) | C     | Víctor Peña         |
| 14 | Perù (bandiera) | A     | Garry Gómez         |
| 15 | Perù (bandiera) | D     | Roberto Tristán     |
| 16 | Perù (bandiera) | C     | Frank Aguirre       |

| N. |                 | Ruolo | Calciatore        |
| -- | --------------- | ----- | ----------------- |
| 17 | Perù (bandiera) | A     | Cristian Meléndez |
| 18 | Perù (bandiera) | A     | Jorge Lozada      |
| 19 | Perù (bandiera) | A     | Martín Reyes      |
| 20 | Perù (bandiera) | A     | Luis Marcenaro    |
| 21 | Perù (bandiera) | D     | Yimmy Acuña       |
| 22 | Perù (bandiera) | D     | Julio Ríos        |
| 23 | Perù (bandiera) | D     | Carlos Vela       |
| 25 | Perù (bandiera) | C     | Dennis Palma      |
| 26 | Perù (bandiera) | D     | Herson Gastiaburú |
| 27 | Perù (bandiera) | C     | Manuel Tello      |
| 28 | Perù (bandiera) | D     | Ronald Villanueva |
|    | Perù (bandiera) | D     | Guillermo Salas   |